# تخطيط اللغة

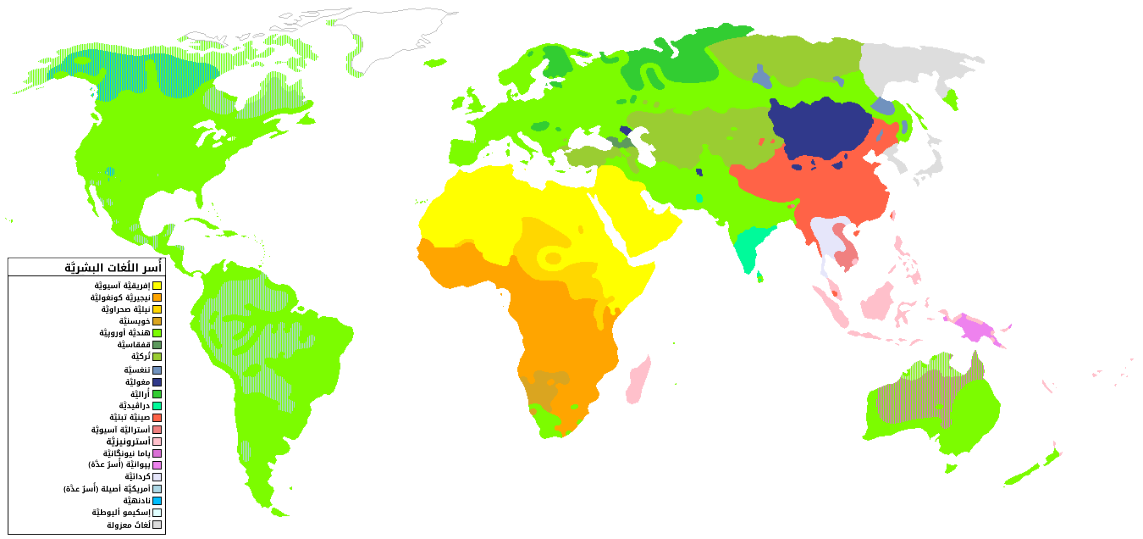

يشير مصطلح تخطيط اللغة إلى الجهود الحثيثة للتأثير على سلوك الآخرين بما يتعلق بالتحصيل اللغوي وبنية اللغة وتحديد وظيفتها. يتضمن ذلك تطوير الأهداف والاستراتيجيات لتغيير كيفية استخدام الأشخاص للغة. يأخذ مفهوم تخطيط اللغة في المستويات الحكومية ما يعرف باسم سياسة اللغة. يوجد مؤسسات تقوم بعملية تخطيط اللغات في العديد من الدول والثقافات، والتي تكون مسؤولة عن صياغة وتطبيق سياسات تخطيط اللغة. بالنسبة للغة العربية فإن هذه المؤسسة هي مجمع اللغة العربية.

## خصائص
ُيعتبر مفهوم تخطيط اللغة أداة أساسية على الأخص في دول العالم الثالث لوضع معايير اللغات القومية كجزء أساسي في تحديث وبناء الأمة. ليس بالضرورة أن يقام بتخطيط اللغات على مستوى القومية أو الأمة بل قد تتم على مستوى جماعة عرقية أو مجموعات دينية. وفي حال تخطيط اللغات التي يتوزع متحدثوها على عدة دول تفصلها حدود قد يكون تنخرط أكثر من دولة في عملية تخطيط اللغة.